# Christopher Mankiewicz
Christopher Mankiewicz (ur. 8 października 1940 w Los Angeles, zm. 20 grudnia 2024) – amerykański aktor i producent filmowy. Był synem aktorki Rosy Stradner i reżysera Josepha L. Mankiewicza. Jego bratem był scenarzysta, reżyser i producent filmowy Tom Mankiewicz.

## Filmografia

### Obsada aktorska
- 1984: Śmiertelne zawody (Fatal Games) jako trener Jack Webber
- 1986: Najlepsze czasy (The Best of Times) jako członek ochrony
- 1986: Uzbrojeni i niebezpieczni (Armed and Dangerous) jako detektyw w cywilu
- 1987: Dziennik sierżanta Fridaya (Dragnet) jako mężczyzna w białym płaszczu
- 1988: Czerwona gorączka (Red Heat) jako policjant
- 1990: Za dużo słońca (Too Much Sun) jako listonosz
- 1992: The Nutt House jako prezenter
- 1994: Body Shot jako detektyw Manella
- 1996: Egzekutor (Eraser) jako strażnik
- 2003: Ława przysięgłych (Runaway Jury) jako barman

### Producent
- 1984: Śmiertelne zawody (Fatal Games)
- 1986: Uzbrojeni i niebezpieczni (Armed and Dangerous)
- 1998: Morderstwo doskonałe (A Perfect Murder)
- 2003: Ława przysięgłych (Runaway Jury)